# Slush (Erfrischungsgetränk)

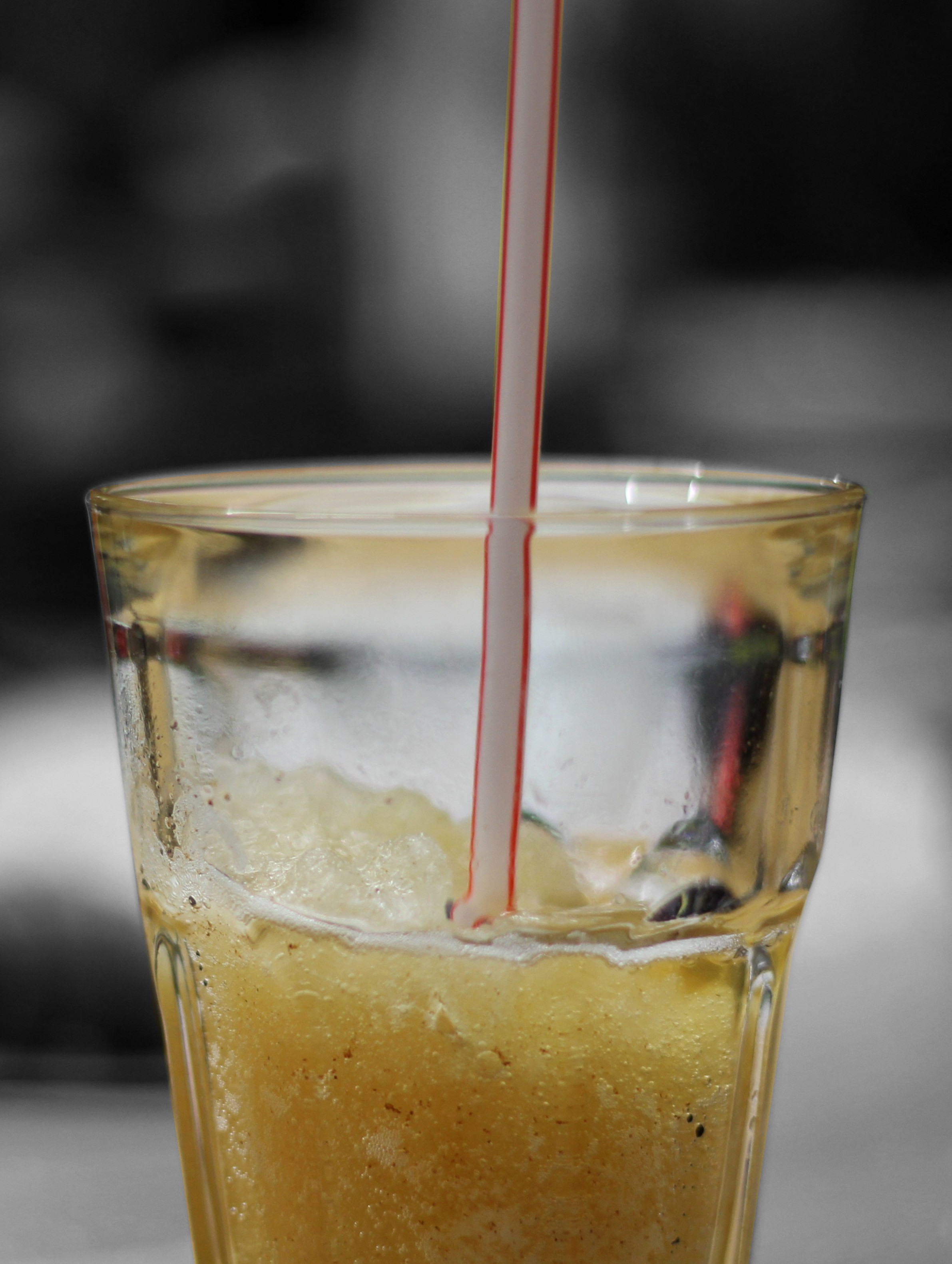
Slush in einem Glas

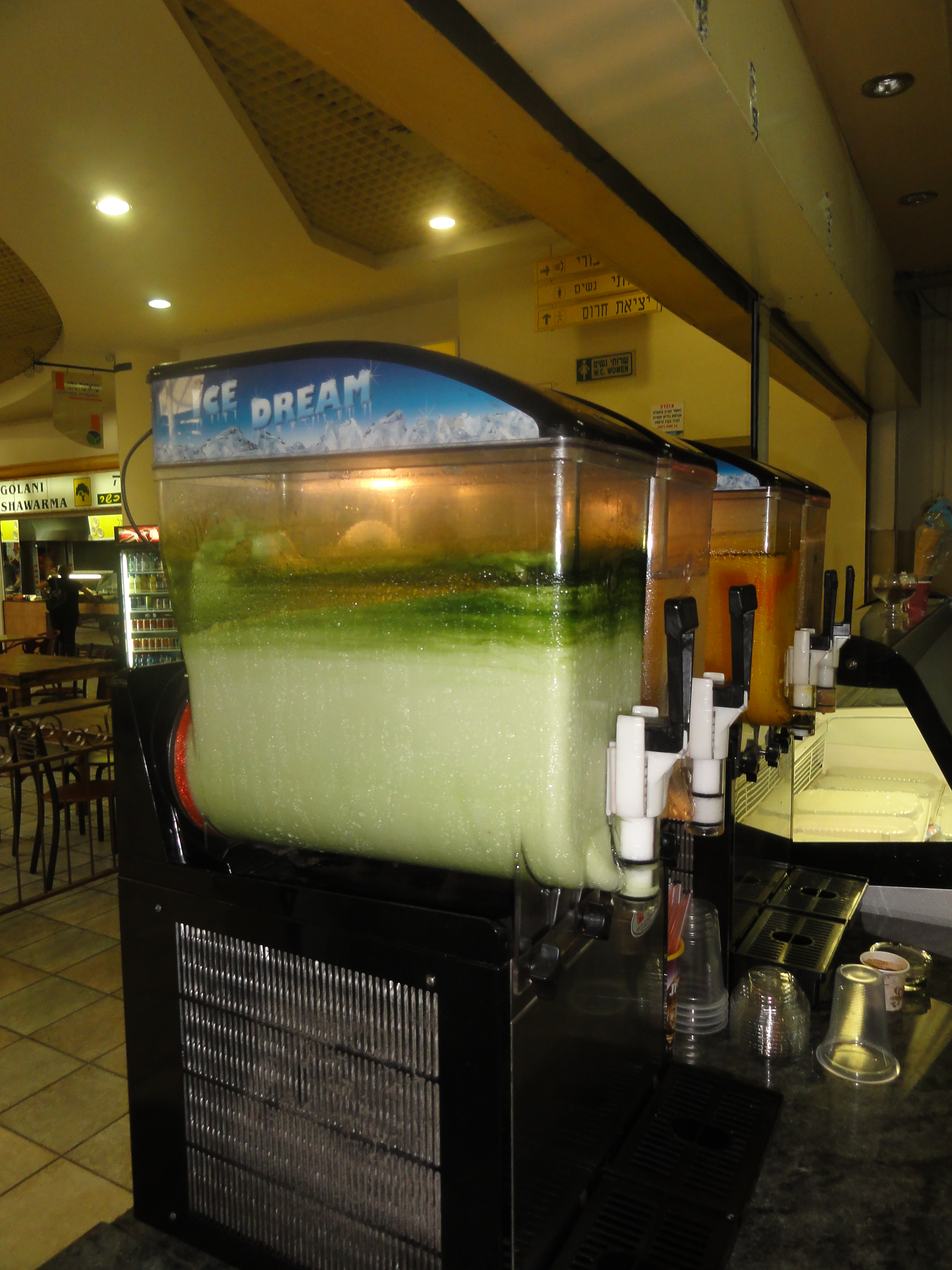
Eine Slushy-Maschine in der Gastronomie

Slush (auch Slushy, Slushie oder Slush-Eis) bezeichnet ein halbgefrorenes Trinkeis, welches in der Konsistenz Schneematsch (engl. slush oder slushed ice) ähnelt. Es wird mit oder ohne Kohlensäure hergestellt. Nach den Leitsätzen für Speiseeis vom Bundesministerium für Ernährung und Landwirtschaft (BMEL) ist Slush-Eis der Kategorie „Wassereis“ zuzuordnen.

## Geschichte
Das dem Slush ähnliche Granita ist seit einigen tausend Jahren bekannt, es wird aus Fruchtsaft und Zucker hergestellt, indem es nach dem Einfrieren mehrfach zerkleinert wird. Es wurde mit der Herrschaft der Araber und Berber nach Sizilien und damit Europa gebracht und ist auch eine Vorstufe vom Sorbet, das unter ständigem Rühren eingefroren wird und daher eine cremigere Konsistenz hat.
Slush-Eis grenzt man manchmal von diesen beiden durch die Kohlensäure, die Farbstoffe oder die Herstellung mit Slush-Maschinen ab, wobei auch Granita seit dem 16. Jahrhundert mit handbetriebenen Maschinen hergestellt wurde.
Slushies können auch hergestellt werden, indem man kohlensäurehaltige Limonade schüttelt, für ca. 3 Stunden in den Gefrierschrank stellt und dann entweder den Deckel kurz öffnet, wieder schließt und anschließend die Flasche umdreht, oder die Flasche langsam öffnet und das Getränk in eine kalte Schüssel gießt.
Entwicklung der Maschine in den USA
In den 1950er Jahren gab es bereits ähnliche Produkte in den USA, 1959 soll der Drive-in-Besitzer Omar Knedlik kohlensäurehaltige Limonade aus dem Gefrierschrank verkauft haben. In Zusammenarbeit mit dem Maschinenbauer John Mitchell versuchte er, die dafür notwendige Maschine weiträumig zu vermarkten. Dies scheiterte, bis 1965 ein Manager von 7-Eleven zufällig das Getränk und die Maschine bei der Konkurrenz bemerkte. 1967 lizenzierte 7-Eleven den Markennamen und begann mit dem Verkauf des Slurpee, den es heute noch gibt. Allerdings behauptet die Firma Slush Puppie für sich, nach der Erfindung der Slush-Maschine von Will Radcliff (1939–2014) am 12. November 1972 den ersten Slush in Ohio hergestellt zu haben. Den ersten Verkauf in Großbritannien datiert die Firma auf das Jahr 1977, den ersten Verkauf in Deutschland auf das Jahr 1978. Slush ist in den USA und England ein weit verbreitetes Getränk. Insbesondere in amerikanischen Eisdielen, Tankstellen und Fastfood-Ketten gehören sie in verschiedenen Sorten zum Standardprogramm.

## Gesundheitsrisiken für Kinder
Insbesondere in zuckerfreiem Slush-Eis ist Glyzerin enthalten, was für Kleinkinder in seltenen Fällen gesundheitsgefährdend sein kann.